# アランフエス条約 (1780年)
アランフエス条約（アランフエスじょうやく、英語: Treaty of Aranjuez）は、1780年12月25日に、スペインとアラウィー朝モロッコの間で締結された条約。
条約により、スペインはモロッコに領土を割譲する代わりに、モロッコはスペインのメリリャ領有を承認した。
条約は両国の間の緊張を緩和させ、1774年のメリリャ包囲戦のようにイギリスがモロッコに働きかけてスペインに宣戦布告させる可能性を軽減した。